# Wasyl Harmatij
Wasyl Harmatij (ur. w 1810 w Łuczce (obecnie w rejonie tarnopolskim obwodu tarnopolskiego, zm. 21 stycznia 1901 tamże) – ukraiński działacz ludowy w Galicji, poseł do parlamentu austriackiego w 1848 (wybrany w Mikulińcach).
Jeden z twórców ruchu radykalnego w Galicji, i członek Zarządu Głównego Ukraińskiej Partii Radykalnej.
Jego synowie Łuka (1866-1925) i Mychajło (zabity w 1939 przez komunistów) również byli działaczami Ukraińskiej Partii Radykalnej.